# 佘詩曼演出綜藝節目列表

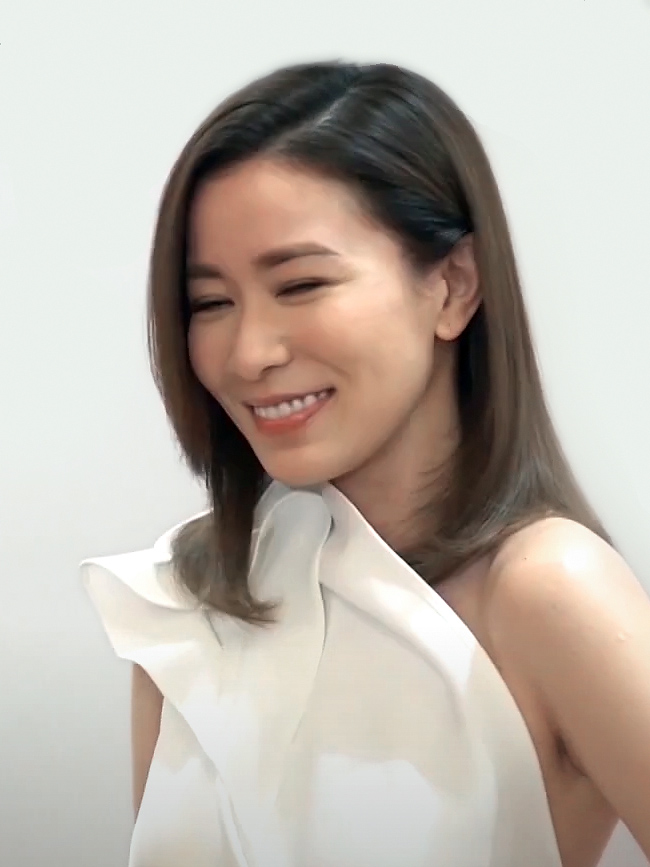
佘詩曼2020年1月活動照

此列表只按「Wikipedia talk:愛好者內容#綜藝節目是否不應該放在明星條目呢? 」列出佘詩曼曾演出的綜藝節目，其餘影視作品詳見於主條目內。

## 綜藝節目

### 真人秀[註 1]
| 年份 | 播放日期                           | 電視頻道                              | 節目名稱                             | 性質       | 集數                                      | 備註                                          |
| 2016 | 6月28日至9月13日 （每周二）        | 江苏卫视                              | 星厨驾到（第三季）                   | 固定出演   | 全季                                      | 明星美食竞技真人秀 成績：冠军                 |
| 2016 | 8月21日                            | 江苏卫视                              | 说出我世界                           | 嘉賓       | 第8期                                     | 名人演说真人秀                                |
| 2016 | 11月11日                           | 湖南卫视                              | 天天向上                             | 嘉賓       | 20161111期                                | 大型娱乐礼仪脱口秀                            |
| 2016 | 12月1日                            | 安徽卫视                              | 心动的味道                           | 嘉賓       | 第4期                                     | 原创美食类季播综艺节目                        |
| 2017 | 1月14日                            | 浙江卫视                              | 食在囧途                             | 嘉賓       | 第5期                                     | 美食喜剧真人秀                                |
| 2017 | 2月24日、3月3日                    | 浙江卫视                              | 王牌對王牌（第二季）                 | 嘉賓       | 第6、7期                                  | 大型原创室内竞技真人秀                        |
| 2017 | 7月6日                             | 爱奇艺                                | 姐姐好饿（第二季）                   | 嘉賓       | 第8期                                     |                                               |
| 2017 | 7月26日                            | 江苏卫视                              | 鲜厨当道（星厨驾到第四季）           | 总决赛评委 | 第12期                                    | 明星美食競技真人秀 以上季冠军身份擔任决赛评委 |
| 2018 | 8月12日                            | 浙江卫视                              | 熟悉的味道（第三季）                 | 嘉賓       | 第12期                                    | 明星美食传情感恩真人秀                        |
| 2018 | 8月18日                            | 湖南卫视                              | 快乐大本营                           | 嘉賓       | 20180818期                                |                                               |
| 2018 | 9月23日                            | 中國中央電視台綜藝頻道                | 万家邀明月 一起盼中秋                | 表演嘉賓   | [ 15 ]                                    | 中秋特别节目                                  |
| 2018 | 9月24日                            | 北京卫视、东方卫视 陕西卫视、凤凰卫视 | 汉风秋月2018中秋晚会                 | 表演嘉賓   | [ 16 ]                                    | 中秋晚会节目                                  |
| 2018 | 9月24日                            | 湖南卫视                              | 2018湖南卫视中秋之夜                 | 表演嘉賓   | [ 17 ]                                    | 中秋晚会节目                                  |
| 2018 | 10月18日                           | 腾讯视频                              | 恕我直言                             | 嘉賓       | 第5期                                     | 男女思维解谜节目                              |
| 2018 | 10月24日                           | 东南卫视                              | 鲁豫有约一日行（第五季）             | 嘉賓       | 第3期                                     | 真人秀式访谈节目                              |
| 2018 | 10月30日                           | 海峡卫视                              | 鲁豫有约一日行（第五季）             | 嘉賓       | 第3期                                     | 真人秀式访谈节目                              |
| 2018 | 11月7日                            | 腾讯视频                              | Beauty小姐                           | 嘉賓       | 第3期                                     | 美妆时尚沉浸式体验类综艺节目                  |
| 2018 | 11月17日                           | 深圳卫视                              | 火力无限                             | 飞行嘉宾   | 第7期                                     | 军民融合装备体验类明星真人秀                  |
| 2018 | 12月16日至12月30日 （每周日）      | 优酷                                  | 完美的餐厅                           | 飞行嘉宾   | 第7至9期                                  |                                               |
| 2018 | 12月31日                           | 东方卫视                              | 2019梦圆东方跨年盛典                 | 表演嘉賓   | [ 29 ]                                    | 跨年晚会节目                                  |
| 2019 | 1月1日                             | 中國中央電視台                        | 放歌新時代——2019新年特別節目         | 表演嘉賓   | [ 30 ]                                    | 元旦晚会特别节目                              |
| 2019 | 1月5日                             | 浙江卫视                              | 锋味2018                             | 飞行嘉宾   | 第6期                                     | 户外美食真人秀 · 拍攝地： 土耳其              |
| 2019 | 5月24日                            | 浙江卫视                              | 奔跑吧                               | 飞行嘉宾   | 第5期                                     | 户外真人实境秀 · 拍攝地： 中國佛山            |
| 2020 | 1月1日                             | 中國中央電視台                        | 2020新年音乐会——扬帆远航大湾区       | 表演嘉賓   | [ 34 ]                                    | 元旦晚会特别节目                              |
| 2020 | 5月23日至7月25日 （每周六）        | 优酷                                  | 看我的生活                           | 固定出演   | 全季                                      | 明星独居生活真人秀                            |
| 2020 | 8月18日、8月20日                   | 北京卫视                              | 大戏看北京                           | 嘉宾       | [ 36 ]                                    | 原创嘉宾访谈综艺秀                            |
| 2020 | 8月23日                            | 深圳卫视                              | 辣妈学院                             | 嘉宾       | [ 37 ]                                    | 生活方式服务综合类节目                        |
| 2020 | 10月7日、10月8日                   | 中国中央电视台                        | 2020我們的中國夢：央視"心連心"       | 嘉宾       | [ 39 ]                                    | 大型特备节目 · 中國四川喜德站                 |
| 2020 | 10月17日                           | 西瓜视频                              | 发光的姐姐                           | 嘉宾       | 第4期                                     | 当代独立女性漫谈真人秀                        |
| 2020 | 11月19日                           | 优酷                                  | 我和我的生活                         | 嘉宾       | 第1期                                     | 青年生活态度线上沙龙                          |
| 2020 | 11月22日、11月29日                 | 北京卫视                              | 大戏看北京                           | 嘉宾       | [ 42 ] [ 43 ]                             | 原创嘉宾访谈综艺秀                            |
| 2020 | 12月19日                           | 中国中央电视台                        | 我要上春晚2020                       | 助梦嘉宾   | [ 44 ]                                    | 特别节目                                      |
| 2021 | 4月23日                            | 北京卫视                              | 书画里的中国                         | 嘉宾       | 第1期                                     | 文化类综艺节目                                |
| 2021 | 5月1日                             | 东方卫视                              | 嗨购上海·2021五五购物节全球大直播    | 嘉宾       | [ 46 ]                                    | 直播特备节目                                  |
| 2021 | 6月10日、6月17日                   | 芒果TV                                | OMG！玩美咖                          | 嘉宾       | 2021-06-10期                              | 互联网明星闺蜜时尚生活秀                      |
| 2021 | 6月10日、6月17日                   | 芒果TV                                | OMG！玩美咖                          | 嘉宾       | 2021-06-17期                              | 互联网明星闺蜜时尚生活秀                      |
| 2021 | 6月13日                            | 深圳卫视                              | 辣妈学院                             | 嘉宾       |                                           | 生活方式服务综合类节目                        |
| 2021 | 6月20日、6月27日                   | 江苏卫视                              | 新相亲大会（第六季）                 | 嘉宾       | 第7、8期                                  | 全新原创模式大型代际相亲节目                  |
| 2022 | 12月10日至2023年3月11日 （每周六） | 浙江卫视                              | 无限超越班                           | 固定出演   | 全季                                      | 演员专业艺训励志真人秀                        |
| 2023 | 1月8日                             | 深圳卫视                              | 辣妈学院                             | 嘉宾       | [ 53 ]                                    | 生活方式服务综合类节目                        |
| 2023 | 2月16日                            | 云南澜湄国际卫视                      | 與彩雲相遇                           | 嘉宾       | 第8期                                     | 真实旅行友情体验团综                          |
| 2023 | 3月3日                             | 浙江衛視                              | 我們的客棧                           | 嘉宾       | 第8期                                     | 田園生活題材綜藝節目                          |
| 2023 | 9月26日                            | 腾讯视频                              | 花花环游记                           | 嘉宾       | 第6期                                     | 双屏明星旅行游记                              |
| 2024 | 2月3日                             | [ 註 3 ]                              | 同心向未来——2024中国网络视听年度盛典 | 表演嘉賓   | [ 56 ] [ 57 ]                             | 春節盛典節目                                  |
| 2024 | 2月4日                             | 东方卫视                              | 今晚开放麦第二季                     | 嘉賓       | 第5期                                     | 快乐分享秀                                    |
| 2024 | 2月6日                             | 百视TV                                | 龙年宠粉直播大放送                   | 嘉賓       | 第4期                                     | 春晚倒計時特別企劃                            |
| 2024 | 2月9日                             | 小紅書                                | 大家的春晚                           | 特邀主持人 | [ 59 ]                                    | 春晚陪伴式直播節目                            |
| 2024 | 2月10日                            | 北京卫视                              | 2024北京廣播電視台春節聯歡晚會       | 表演嘉賓   | [ 60 ] [ 61 ] [ 62 ] [ 63 ] [ 64 ] [ 65 ] | 春節聯歡晚會節目                              |
| 2024 | 2月24日                            | 东方卫视                              | 和美东方 2024东方卫视元宵特别节目    | 表演嘉賓   | [ 66 ] [ 67 ]                             | 元宵晚會節目                                  |
| 2024 | 3月2日                             | 江苏卫视                              | 大热门来了                           | 嘉賓       | 第6期                                     |                                               |
| 2024 | 4月20日至5月11日 （每周六）        | 浙江卫视                              | 無限超越班 (第二季)                  | 嘉賓       | 第9至12期                                 | 演员专业艺训励志真人秀                        |
| 2024 | 5月30日                            | 江苏卫视                              | 嘉人自友约                           | 嘉賓       | 第11期                                    | 旅行类真人秀                                  |
| 2024 | 7月30日至8月16日                   | 抖音                                  | 邻感七日                             | 固定出演   | [ 72 ]                                    | 旅行微綜藝節目                                |
| 2024 | 9月12日至11月15日 （每周四、周五） | 腾讯视频                              | 令人心动的offer (第六季)             | 固定出演   | 全季                                      | 职场观察类真人秀                              |
| 2024 | 10月25日                           | 腾讯视频                              | 开新5分综                            |            | [ 75 ]                                    | 定制短综                                      |

### 非真人秀（綜藝及资訊節目）[註 9]
| 年份 | 播放日期       | 電視頻道    | 節目名稱                               | 性質     | 集數                 | 備註                                                                        |
| 2006 | 11月12日、26日 | 無綫電視    | 一掷千金 (香港) （第一輯兼台慶至尊版） | 參賽嘉賓 | 第3集、第5集         | 第3集： 有賣出寶箱，所獲獎金$160,000 第5集： 沒有賣出寶箱，所獲獎金$500,000 |
| 2006 | 12月2日        | 無綫電視    | 志雲飯局 ( 第一輯 )                    | 嘉賓     | 第22集               |                                                                             |
| 2007 | 9月27日、28日  | 無綫電視    | 味分高下                               | 嘉賓     | 第19集至第20集       | 為該集勝出者，所獲獎金$52500                                                |
| 2008 | 3月30日        | 無綫電視    | 鐵甲無敵獎門人                         | 嘉賓     | 第1集                |                                                                             |
| 2009 | 8月26日        | 無綫電視    | 今日VIP                                | 嘉賓     | 第148集              |                                                                             |
| 2009 | 10月9日、12日  | 無綫電視    | 係咪小兒科 ( 第二輯 )                  | 參賽嘉賓 | 第5集至第6集         | 答對8條問題 「中途退學」，得到$175,000獎金                                  |
| 2009 | 10月27日       | 無綫電視    | 今日VIP                                | 嘉賓     | 第192集              |                                                                             |
| 2009 | 9月20日        | 無綫電視    | 美女廚房 ( 第二輯 )                    | 參賽嘉賓 | 第22集《港姐特別版》 | 總分數為113.5分 得分最高，為該集勝出者                                      |
| 2010 | 6月8日         | 浙江卫视    | 《宫心计-群星闪耀-开播盛典》           | 嘉賓     | 不適用               | 《宫心计》之特別節目                                                        |
| 2010 | 7月10日        | 重庆卫视    | 《龙门阵•现场•宫心计•戏内戏外》        | 嘉賓     | 不適用               | 《宫心计》之特別節目                                                        |
| 2010 | 7月17日        | 重庆卫视    | 《龙门阵•现场•宫心计•戏剧人生》        | 嘉賓     | 不適用               | 《宫心计》之特別節目                                                        |
| 2010 | 8月9日、10日   | 安徽卫视    | 非常静距离                             | 嘉賓     | 第08-09期 第08-10期  | 08-09期主題： 佘诗曼演反派痛失代言 08-10期主題： 佘诗曼自曝留学辛酸史       |
| 2010 | 9月19日        | 無綫電視    | 超级游戏奖门人                         | 嘉賓     | 第20集               |                                                                             |
| 2010 | 9月22日        | 無綫電視    | 今日VIP                                | 嘉賓     | 第188集              |                                                                             |
| 2011 | 4月17日        | 無綫電視    | 華麗明星賽                             | 嘉賓     | 第8集                | 為該集勝出者 成功挑戰明星Jackpot，得到$68,000獎金                           |
| 2011 | 05月17日       | 無綫電視    | 今日VIP                                | 嘉賓     | 第94集               |                                                                             |
| 2011 | 8月18日        | 浙江卫视    | 《快乐蓝天下•奇妙见面会》              | 嘉賓     | 特別節目             | 《公主嫁到》之特別節目                                                      |
| 2011 | 9月16日        | 江苏卫视    | 非常不一班                             | 嘉賓     | 第38期               |                                                                             |
| 2012 | 11月11日       | 無綫電視    | 皆大歡喜之溏心風暴                     | 嘉賓     | 第15集               |                                                                             |
| 2013 | 10月27日       | 無綫電視    | 超級無敵獎門人 終極篇                  | 嘉賓     | 第22集               |                                                                             |
| 2014 | 3月26日        | 無綫電視    | 今日VIP                                | 嘉賓     | 第58集               |                                                                             |
| 2015 | 2月7日         | CCTV-6 電影 | 光影星播客                             | 嘉賓     | 第02-07期            | 02-07期主題： 面膜微商佘诗曼，苦练普通话                                    |
| 2015 | 2月16日        | 無綫電視    | 今日VIP                                | 嘉賓     | 第33集               |                                                                             |
| 2015 | 2月16日、17日  | 無綫電視    | 兄弟幫                                 | 嘉賓     | 第1299集至第1300集   |                                                                             |
| 2016 | 8月3日、4日    | 無綫電視    | 兄弟幫                                 | 嘉賓     | 第1641集至第1642集   |                                                                             |
| 2016 | 8月5日         | 無綫電視    | 今日VIP                                | 嘉賓     | 第155集              |                                                                             |
| 2016 | 8月5日         | 無綫電視    | 娛樂3兄弟                              | 嘉賓     | 第10集               | 主題：《使徒》契父女                                                        |
| 2016 | 10月16日       | 無綫電視    | 我愛香港                               | 嘉賓     | 第9集                |                                                                             |
| 2018 | 1月28日        | 湖南卫视    | 荣耀V10 2017阅文超级IP风云盛典         | 嘉賓     | 不適用               |                                                                             |
| 2018 | 2月1日         | 奇妙電視    | 同SING同戲                             | 嘉賓     | 不適用               | 電影《棟篤特工》專訪                                                        |
| 2018 | 2月4日         | ViuTV       | Interviu                               | 嘉賓     | 第85集               | 電影《棟篤特工》專訪                                                        |
| 2018 | 6月21日        | 奇妙電視    | 同SING同戲                             | 嘉賓     | 不適用               | 電影《洩密者》專訪                                                          |
| 2018 | 9月17日        | 网易云电台  | 为你读诗                               | 嘉賓     | 不適用               | 朗读谷川俊太郎的作品《灵魂最甜美的地方》                                    |
| 2018 | 9月30日        | 無綫電視    | 延禧南巡                               | 嘉賓     | 不適用               | 電視劇《延禧攻略》香港站宣傳活动                                            |
| 2023 | 12月17日       | 無綫電視    | 獎門人聖誕感謝祭                       | 嘉賓     | 不適用               |                                                                             |
| 2024 | 2月10日        | 無綫電視    | 獎門人恭喜發財全盒                     | 嘉賓     | 不適用               | 重溫片段                                                                    |

## 外部連結
- 佘詩曼在香港影庫上的簡介
- 佘詩曼在豆瓣上的资料（简体中文）
- 佘詩曼在时光网上的簡介（简体中文）
- 佘詩曼在互联网电影资料库（IMDb）上的資料（英文）